# 1377년

## 연호
- 명(明) 홍무(洪武) 10년
- 북원(北元) 선광(宣光) 7년
- 일본(日本) 남조(南朝) 덴주(天授) 3년
- 일본(日本) 북조(北朝) 에이와(永和) 3년
- 쩐 왕조(陳朝) 롱카인(隆慶) 5년 / 쓰엉푸(昌符) 원년

## 기년
- 명(明) 태조 홍무제(太祖 洪武帝) 10년
- 북원(北元) 소종(昭宗) 7년
- 고려(高麗) 우왕(禑王) 3년
- 쩐 왕조(陳朝) 예종(睿宗) 5년 / 영덕왕(靈德王) 원년

## 사건
- 1월 17일 - 아비뇽 유수 종식. 교황청이 아비뇽에서 약 70년만에 로마로 돌아옴.
- 직지심경 초판본 인쇄. (현존하는 가장 오래된 금속활자 인쇄물 출간)
- 고려 무신 최무선이 화약 발명.
- 고려 조정에 화통도감 설치.
- 음력 5월 - 전라도 지리산까지 왜구가 쳐들어와서 이성계와 차남 이방과 등이 토벌하다.

## 탄생
- 백년 전쟁 당시 잉글랜드 군사령관이자 대법관 엑서터 공작 토머스 보퍼트

## 사망
- 6월 21일 - 에드워드 3세, 잉글랜드 국왕.
- 고려(高麗)의 무신(武臣) 지윤(池奫)